# متولي علوان
متولي علوان ممثل مصري ولد بقرية برام كيم مركز ديرب نجم بمحافظة الشرقية وقد أحب متولي علوان التمثيل منذ طفولته حيث كان يتردد عل قرية برم كيم بالزقازيق للتوجه إلى دور السينما وكان أول أعماله مسلسل أبناء في العاصفة ومتولي علوان مشواره مع عمالقة التمثيل في مصر حيث شارك بفيلم قاهر الزمن ونجح متولي رغم صوته الغليظ في اثبات نفسه بساحة الكوميديا حيث شارك بفيلم جاءنا البيان التالي وبوحة، وتوفي في 30 ديسمبر 2008.

## أعماله

### المسلسلات
- أدهم الشرقاوي 2009
- راجل وست ستات ج4 2009
- راجل وست ستات ج5 2009
- الفاضي يعمل إيه:2008
- لهاي سكول:2008
- دموع في حضن الجبل:2008
- رست هاوس:2008
- عاليها واطيها:2008
- ناصر:2008
- أصعب قرار:2007
- العقاب:2007
- حاسبوا منه:2007
- راجل وست ستات ج1 :2007
- ساعة عصاري:2007
- شرخ في جدار العمر:2007
- عفاريت العلبة:2007
- أشباح المدينة:2006
- درب الطيب2006
- رجل وإمراتان 2005
- أحلام عادية (مسلسل) 2005
- إضحك قبل الضحك مايغلا 2005
- السيرة العاشورية: الحرافيش (ج2) 2005
- عواصف النساء 2005
- قناديل البحر:2005
- من غير ميعاد:2005
- المهنة طبيب:2004
- امرأة من نار:2004
- أوراق مصرية ج3 :2004
- حرب الدخان:2004
- ملح الأرض:2004
- أنوار الحكمة:2003
- مسألة مبدأ:2003
- أما بعد:2002
- إمام الدعاة 2002
- من عماد الدين 2002
- نور القمر:2002
- السيرة الهلالية ج3 :2001
- آمال وأقدار 2001
- خالف تعرف.2001
- عوض وجحا 2001
- للعدالة وجوه كثيرة 2001
- ملكة من الجنوب:2001
- الفتح المبين:2000
- رجل طموح:2000
- ناس من زمن فات:2000
- نسر الشرق ج2 :2000
- الجذور:1999
- الليث بن سعد 1999
- خيانة:1999
- نسر الشرق ج1 1999
- الإمام الترمذي 1998
- عيون الحب: 1998
- الأبطال ج2 :1997
- السيرة الهلالية ج1 :1997
- الشارع الجديد:1997
- القضاء في الإسلام ج7 :1997
- حلم الجنوبي:1997
- زيزينيا ج1: الولي والخواجة:1997
- عباسية واحد:1997
- عصر الأئمة:1997
- عوضين وإمبراطورية عين:1997
- فرط الرمان:1997
- مرفوع مؤقتا من الخدمة:1997
- وجاري البحث عن شحته:1997
- أبو العلا ٩:1996
- أحلام فستق:1996
- الأبطال ج1 :1996
- الصبر في الملاحات:1996
- الوتد:1996
- حواء والتفاحة:1996
- رابعة تعود؛1996
- زقاق السنجقدار:1996
- ساكن قصادي ج2 :1996
- سنوات الغضب:1996
- شقة الحرية: 1996
- نوادر العرب:1996
- أحلام...كو:1995
- البراري والحامول:1995
- الخروج من المأزق:1995
- الفرسان:1995
- أنا إللي أستاهل:1995
- حدوتة x حدوتة 1995
- على باب الوزير:1995
- قصة مدينة:1995
- مهلا أيها العمر:1995
- أرابيسك: أيام حسن النعماني: 1994
- الطوفان:1994
- أيام المنيرة:1994
- زمن عايش:1994
- قلبي ليس في جيبي:1994
- أبرياء في المصيدة:1993
- الآنسة كاف: 1993
- القضاء في الإسلام ج4 :1993
- الوعد الحق:1993
- بنت بطوطة:1993
- ذئاب الجبل:1993
- محمد رسول الله إلى العالم:1993
- السوق:1992
- ألف ليلة وليلة:1992
- المال والبنون ج1 :1992
- الوقف:1992
- اللعبة المجنونة:1991
- رحلة أبو الوفا:1991
- أحلام العمر:1990
- أحلام في الهواء:1990
- دقات الساعة 1990
- مجالس العرب: من مجالس هارون الرشيد 1990
- مذكرات زوج 1990
- القضاء في الإسلام ج2 :1990
- الكهف والوهم والحب 1989
- أهلا يا جدو العزيز 1990
- رجال في المصيدة 1989
- زهرة من بستان 1989
- نقل مخ 1989
- الطبري 1987
- خمسة خمسة: 1987
- الأنصار:1986
- الذئب الأزرق:1986
- الكابتن جودة:1986
- المكتوب على الجبين:1986
- زهور من نور:1986
- سفر الأحلام:1986
- الإمام محمد عبده:1985
- المحروسة ٨٥:1985
- صح النوم.1985
- محمد رسول الله ج5 :1985
- أجمل الزهور:1984
- ألف ليلة وليلة: 1984
- لمن يهمه الأمر.1984
- نور الإسلام:1983
- كان ياما كان: 1982
- محمد رسول الله ج3 .1982
- مدينة العباقرة:1982
- ولاد حارتنا:1982
- الإمام مالك:1980
- أبناء في العاصفة.1978
- أحلام الفتى الطائر:1978

### أفلامه
- الحكايه فيها منة2009
- H دبووور 2008
- آخر كلام:2008
- على جنب يا أسطى:2008
- اثنين على الرصيف:2007
- الحب كده:2007
- خليج نعمة:2007
- ايزيدورا عذراء النيل:2006
- أيظن:2006
- بالعربي سندريلا:2006
- أبو علي 2006
- بوحه 2006
- درس خصوصي 2005
- فرحان ملازم آدم 2005
- واحد كابوتشينو 2005
- يا أنا يا خالتي:2005
- عوكل:2004
- عسكر في المعسكر:2003
- صاحب صاحبه:2002
- جاءنا البيان التالي 2001
- خالف تعرف:2001
- رشة جريئة 2001
- ليه يا بنفسج:1993
- غزو الأرانب:1992
- نوع آخر من الجنون:1992
- اليوم المشهود:1991
- أمان يا دنيا:1991
- حصل ياسعادة البيه 1991
- سكر بولاق:1989
- حالة تلبس 1988
- قاهر الزمن 1987
- الحل اسمه نظيرة:1982

### فوازير
- عفاريت مراتي:2007
- جيران الهنا:1997
- المتزوجون في التاريخ:1993
- جدو عبده راح مكتبته:1988

### سهرة تلفزيونية
- النجم الذي هوى:2002
- لن أتزوج زميلي 2001
- الكمبيوتر:2000
- أبناء الغربة 1990
- هي والحقيقة:1990
- زوجة مخلصة جدا:1985
- فكرة خاطئة:1985

### مسرحياته
- الجميلة والوحشين:1996
- الخديوي:1993
- جحا يحكم المدينة،1985

## وصلات خارجية
- متولي علوان على موقع الدهليز
- متولي علوان على موقع قاعدة بيانات الأفلام العربية